# شويلر ميريت
شويلر ميريت هو سياسي أمريكي، ولد في 16 ديسمبر 1853 في نيويورك في الولايات المتحدة، وتوفي في 1 أبريل 1953 في ستامفورد في الولايات المتحدة. نشط حزبياً في الحزب الجمهوري. وقد انتخب عضو مجلس النواب الأمريكي ‏.